# 15" морское орудие Mk I
BL 15"/42 Mark I — первая английская морская пушка калибра 15 дюймов (381 мм). Разработана в 1912 году. Пушка широко применялась как в британском флоте, так и в береговой артиллерии, и оставалась на вооружении рекордно долгий срок.

## Применение

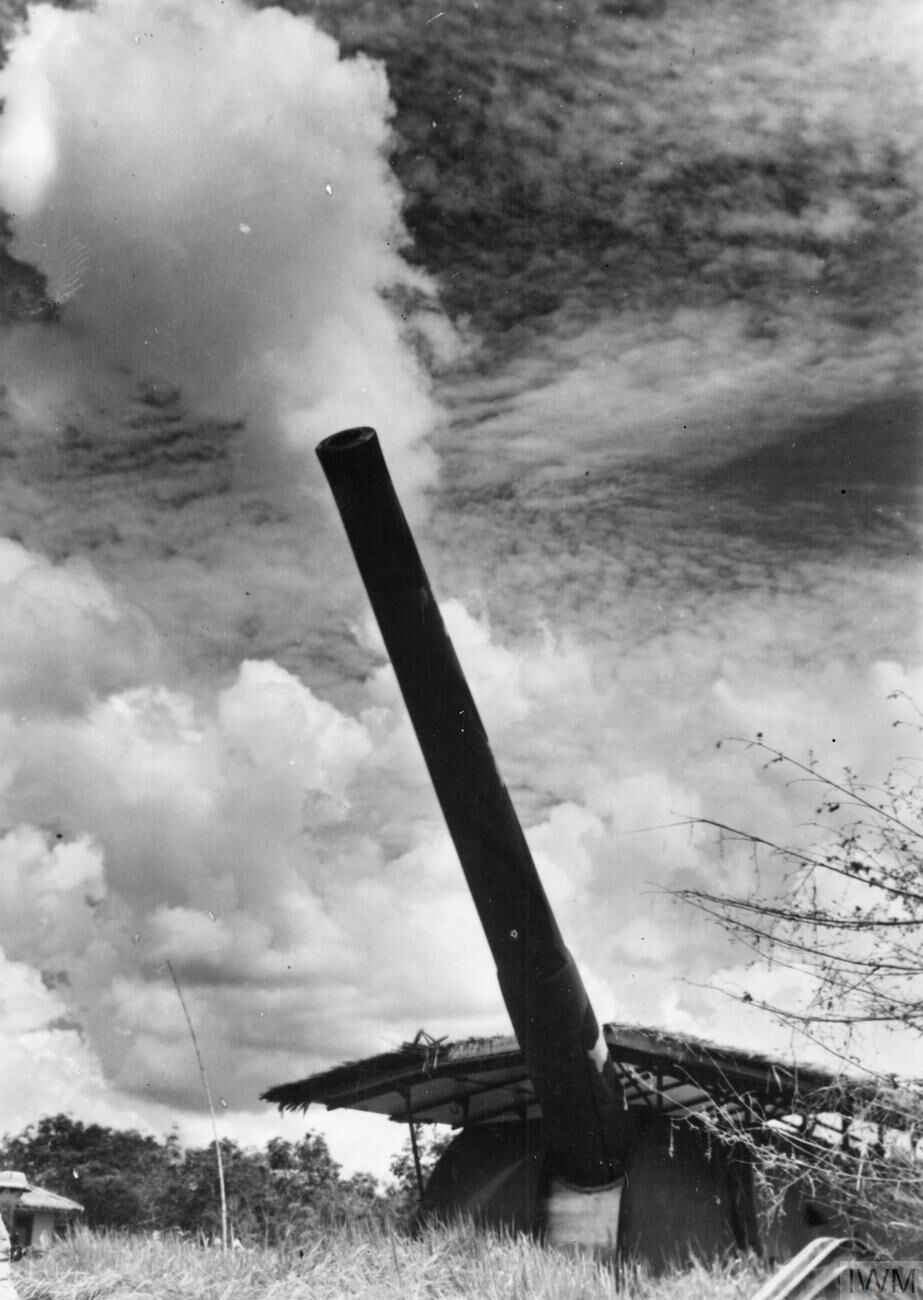
15-дюймовое орудие в береговом варианте ведёт огонь с большим углом возвышения

Орудия устанавливались на линейные корабли различных типов с 1915 по 1944 годы. HMS Vanguard стал последним линейным кораблём, построенным для Королевского флота Великобритании в 1944 году, вооружённым этим типом орудия.
Корабли, вооружённые 15 дюймовыми орудиями Mark I:
- Линейные корабли типа «Куин Элизабет» (5 кораблей с восемью орудиями каждый)
- Линейные корабли типа «Ривендж» (5 кораблей с восемью орудиями каждый)
- Линейные крейсера типа «Ринаун» (2 корабля с шестью орудиями каждый)
- HMS Hood — Линейный крейсер (8 орудий)
- Линейные крейсера типа «Глориес» (2 корабля с четырьмя орудиями каждый)
- Мониторы типа «Эребус» (2 корабля с двумя орудиями каждый)
- Мониторы типа «Маршал Ней» (2 корабля с двумя орудиями каждый)
- Мониторы типа «Робертс» (2 корабля с двумя орудиями каждый)
- HMS Vanguard — Линейный корабль (8 орудий, снятые с линейных крейсеров Корейджес и Глориес)

Орудие применялось также в береговой обороне. Пять орудий были установлены в Сингапуре в 1930-х годах. Два прибрежных орудия («Клэм» и «Джейн») были установлены близ Уэнстоун-Фарм в Кенте в 1940 году.

## Производство

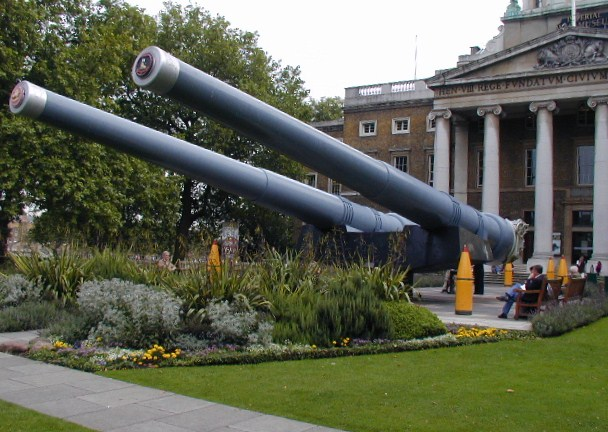
Два орудия перед Имперским военным музеем; ближнее от HMS Ramillies, дальнее от HMS Resolution.

Всего было произведено 184 орудия. Впоследствии они снимались с кораблей, ремонтировались и возвращались уже на другие корабли, продлив, таким образом, свой срок службы. По заводам выпуск подразделялся так:
- Armstrong Whitworth, Elswick, Ньюкасл: 34
- Armstrong Whitworth, Openshaw, Манчестер: 12.
- William Beardmore & Company, Parkhead, Глазго: 37
- Coventry Ordnance Works, Ковентри: 19
- Royal Arsenal, Woolwich: 33
- Vickers Limited, Шеффилд: 49

Два орудия, одно с линкора HMS Ramillies (левое) и одно с линкора HMS Resolution (правое), установлены перед Имперском военном музее в Лондоне.

## Описание и ТТХ

Разрез британского 381 мм морского орудия Марк 1. 1 — рамка затвора; 2 — казённик; 3 — кожух ствола; 4 — проволочная намотка; 5 — лейнер; 6 — внутренняя труба A; 7 — внешняя труба B; 8 — стопорное кольцо; 9 — поршневое гнездо; 10 — муфта; 11 — зарядная камора; 12 — начало нарезки; 13 — кольцевые выступы для соединения с салазками станка

Данное орудие было традиционной, для британских того времени, проволочной конструкции (на внутреннюю трубу ствола, лейнер, навивалось несколько слоев стальной проволоки прямоугольного сечения, закрывавшихся сверху наружной трубой-кожухом) с затвором поршневого типа. Вес орудия, включая вес затвора, составлял 101,6 тонн (98,7 тонн без затвора).
Длина ствола орудия составляла 15 715 мм (42 калибра), полная длина ствола 16 520 мм (43,36 калибра). Орудие вело огонь снарядами массой 871 кг с дульной скоростью 732—785 м/с. Орудие имело мелкую нарезку постоянной крутизны с ходом 30 калибров и глубиной менее 1 % калибра — 3,16 мм с шириной нарезов в 11,3 мм (число нарезов 76). Ширина поля 4,44 мм.
Первоначально применялось три вида снарядов: бронебойный, полубронебойный и фугасный — все одинаковой массы — 871 кг, снаряжённые лиддитом (52,3 кг в полубронебойном). Первые два типа снарядов с мягким бронебойным колпачком. В 1918—1919 годах был принят бронебойный снаряд такой же массы с жестким бронебойным колпачком, содержавший 20 кг шеллита (смесь 2/3 тринитрофенола и 1/3 менее способного к детонации динитрофенола). Тогда же шеллитом заменили лиддит и в снарядах других типов. По некоторым данным, параллельно с шеллитом использовались аммотол и тринитротолуол. Заряд состоял из кордита MD45. Полный заряд весил 194 кг, уменьшенный — 146 кг.
Максимальная дальность стрельбы орудия Mark I составляла 22 400 метров (при угле возвышения в 20°) и 29 720 метров (при угле возвышения в 30°), однако для орудий береговой артиллерии, приспособленных к бо́льшим углам возвышения, максимальная дальность стрельбы достигала 40 370 м. Живучесть ствола составляла 350 выстрелов полным зарядом.

## Снаряды времён Второй мировой войны
|                                                |                                |
| 108-фунтовый (49 кг) заряд кордита, 1/4 заряда | Бронебойный снаряд Mk XXII BNT |